# Aden Gillett
John Aden Gillett, né à Aden le 8 novembre 1958 , est un acteur britannique.

## Biographie
Né à Aden, il a été nommé en référence à sa ville de naissance.
Gillett est connu pour son rôle de Jack Maddox dans The House of Eliott, une série télévisée de la BBC.

## Filmographie
- Le Petit Monde des Borrowers
- L'Ombre du vampire